# ISO 3166-2:AZ
ISO 3166-2:AZ är en ISO-standard som definierar geokoder. Den är en delmängd av ISO 3166-2 och gäller i Azerbajdzjan. Koden är tvådelad och består av ISO 3166-1-koden för Azerbajdzjan AZ, samt en tvåställig underkod ISO 3166-2 för varje distrikt och stad. Listan är skriven i alfabetisk ordning.

## Nuvarande koder

### Autonom republik
| Kod   | Namn        |
| ----- | ----------- |
| AZ-NX | Nachitjevan |

### Kommuner och distrikten
| Kod    | Namn        | Kategori | I den autonoma republiken |
| ------ | ----------- | -------- | ------------------------- |
| AZ-BA  | Baku        | kommun   | –                         |
| AZ-GA  | Ganja       | kommun   | –                         |
| AZ-LA  | Lənkəran    | kommun   | –                         |
| AZ-MI  | Mingäçevir  | kommun   | –                         |
| AZ-NA  | Naftalan    | kommun   | –                         |
| AZ-NV  | Nachitjevan | kommun   | –                         |
| AZ-SA  | Şəki        | kommun   | –                         |
| AZ-SM  | Sumqayıt    | kommun   | –                         |
| AZ-SR  | Sjirvan     | kommun   | –                         |
| AZ-XA  | Xankəndi    | kommun   | –                         |
| AZ-YE  | Yevlax      | kommun   | –                         |
| AZ-ABS | Abşeron     | distrikt | –                         |
| AZ-AGC | Ağcabədi    | distrikt | –                         |
| AZ-AGM | Ağdam       | distrikt | –                         |
| AZ-AGS | Ağdaş       | distrikt | –                         |
| AZ-AGA | Ağstafa     | distrikt | –                         |
| AZ-AGU | Ağsu        | distrikt | –                         |
| AZ-AST | Astara      | distrikt | –                         |
| AZ-BAB | Babək       | distrikt | NX                        |
| AZ-BAL | Balakən     | distrikt | –                         |
| AZ-BAR | Bərdə       | distrikt | –                         |
| AZ-BEY | Beyləqan    | distrikt | –                         |
| AZ-BIL | Biləsuvar   | distrikt | –                         |
| AZ-CAB | Cəbrayıl    | distrikt | –                         |
| AZ-CAL | Cəlilabab   | distrikt | –                         |
| AZ-CUL | Culfa       | distrikt | NX                        |
| AZ-DAS | Daşkəsən    | distrikt | –                         |
| AZ-FUZ | Füzuli      | distrikt | –                         |
| AZ-GAD | Gədəbəy     | distrikt | –                         |
| AZ-GOR | Goranboy    | distrikt | –                         |
| AZ-GOY | Göyçay      | distrikt | –                         |
| AZ-GYG | Göygöl      | distrikt | –                         |
| AZ-HAC | Hacıqabul   | distrikt | –                         |
| AZ-IMI | İmişli      | distrikt | –                         |
| AZ-ISM | İsmayıllı   | distrikt | –                         |
| AZ-KAL | Kəlbəcər    | distrikt | –                         |
| AZ-KAN | Kangərli    | distrikt | –                         |
| AZ-KUR | Kürdəmir    | distrikt | –                         |
| AZ-LAC | Laçın       | distrikt | –                         |
| AZ-LAN | Lənkəran    | distrikt | –                         |
| AZ-LER | Lerik       | distrikt | –                         |
| AZ-MAS | Masallı     | distrikt | –                         |
| AZ-NEF | Neftçala    | distrikt | –                         |
| AZ-OGU | Oğuz        | distrikt | –                         |
| AZ-ORD | Ordubad     | distrikt | NX                        |
| AZ-QAB | Qəbələ      | distrikt | –                         |
| AZ-QAX | Qax         | distrikt | –                         |
| AZ-QAZ | Qazax       | distrikt | –                         |
| AZ-QOB | Qobustan    | distrikt | –                         |
| AZ-QBA | Quba        | distrikt | –                         |
| AZ-QBI | Qubadlı     | distrikt | –                         |
| AZ-QUS | Qusar       | distrikt | –                         |
| AZ-SAT | Saatlı      | distrikt | –                         |
| AZ-SAB | Sabirabad   | distrikt | –                         |
| AZ-SBN | Şabran      | distrikt | –                         |
| AZ-SAD | Sədərək     | distrikt | NX                        |
| AZ-SAH | Şahbuz      | distrikt | NX                        |
| AZ-SAK | Şəki        | distrikt | –                         |
| AZ-SAL | Salyan      | distrikt | –                         |
| AZ-SMI | Şamaxı      | distrikt | –                         |
| AZ-SKR | Şəmkir      | distrikt | –                         |
| AZ-SMX | Samux       | distrikt | –                         |
| AZ-SAR | Şərur       | distrikt | NX                        |
| AZ-SIY | Siyəzən     | distrikt | –                         |
| AZ-SUS | Şuşa        | distrikt | –                         |
| AZ-TAR | Tərtər      | distrikt | –                         |
| AZ-TOV | Tovuz       | distrikt | –                         |
| AZ-UCA | Ucar        | distrikt | –                         |
| AZ-XAC | Xaçmaz      | distrikt | –                         |
| AZ-XIZ | Xızı        | distrikt | –                         |
| AZ-XCI | Xocalı      | distrikt | –                         |
| AZ-XVD | Xocavənd    | distrikt | –                         |
| AZ-YAR | Yardımlı    | distrikt | –                         |
| AZ-YEV | Yevlax      | distrikt | –                         |
| AZ-ZAN | Zəngilan    | distrikt | –                         |
| AZ-ZAQ | Zaqatala    | distrikt | –                         |
| AZ-ZAR | Zərdab      | distrikt | –                         |